# Kentropyx altamazonica
Kentropyx altamazonica är en ödleart som beskrevs av den amerikanske paleontologen Edward Drinker Cope 1876. Kentropyx altamazonica ingår i släktet Kentropyx, och familjen tejuödlor. Inga underarter finns listade.

## Utbredning
Denna art av Kentropyx förekommer i Sydamerika, i Ecuador, Peru, Bolivia, Colombia, Venezuela och Brasilien.